# توماس كاييتان
توماس كاييتان (من مواليد 20 فبراير 1469 - 9 أغسطس 1534)، والمعروف أيضًا باسم غيتانوس، وهو معروف عادةً باسم توماسو دي فيو أو توماس دي فيو، فيلسوف إيطالي وعالم لاهوت وكاردينال (أسقف مسؤول) (من عام 1517 حتى وفاته) وهو المرشد الأكبر للدعاة من عام 1508 حتى عام 1518. لقد كان كاييتان عالم لاهوت رائدًا في عصره ذاك، والذي يشتهر الآن باسم المُتحدث باسم المعارضة الكاثوليكية الموجّهة ضد تعاليم مارتن لوثر ومبادئ الإصلاح البروتستانتي عندما كان مُمثلًا للبابا في أوغسبورغ، وربما أيضًا بين الكاثوليك بسبب تفسيره الشامل حول كتاب «الخلاصة اللاهوتية» للكاتب توما الإكويني.
لا ينبغي الخلط بينه وبين معاصره، القديس كاييتان، مؤسس نظام ثيتاينز (وهي مجموعة من رجال الدين شديدي الولاء للعناية الإلهية).

## آراؤه
بكونه فيلسوف وعالم منطق، دافع كاييتان عن فكرة علم التمثيل (القياس).
على الرغم من أن دي فيو كان فيلسوف سكولاستي ينتمي إلى المدرسة التوماوية الفلسفية، إلا أن موقفه العام تمثّل بموقف الإصلاحيين المعتدلين في المدرسة التي ينتمي إليها أيضًا ريجينالد بول، رئيس أساقفة كانتربري لاحقًا؛ ما يعني أنه رغِبَ بأن يحتفظ بأفضل عناصر إحياء الإنسانية ضمن علاقة انسجام مع الأرثوذكسية الكاثوليكية المستنيرة بتكريم مُتجدد لعقيدة أوغسطين حول التبرير. في مجال الفلسفة التوماوية، أظهر كاييتان استقلالًا شديدًا في الحكم، مُعربًا عن آرائه اليبرالية حول الزواج والطلاق، ومُتنكرًا لحقيقة وجود الجحيم وداعيًا إلى الاحتفال بالصلوات العامة في اللغة العامية.
اعتبر بعض الدومينيكيين وجهات نظره حول القديس توما مستقلة للغاية. وجد السوربونيون الموجودين في باريس بعضًا من هذه الآراء مبتدعة، وفي نسخة 1570 من تعليقه الشهير على كتاب خلاصة الإكويني، حُذفت المقاطع الغير مقبولة منه. وبذات الروح، كتب تعليقات على أجزاء من كتاب أرسطو بالإضافة إلى كتاب خلاصة الأكويني، وقُرب نهاية حياته، قام كاييتان بترجمة دقيقة للعهدين القديم والجديد، باستثناء أغنية سليمان والأنبياء وإعلان القديس يوحنا. وقد كتب كاييتان آراء حول مواضيع تحمل قيمة عملية، مثل التخلص من البضائع المسروقة التي لا يمكن تحديد ملكيتها.
من مبدأ الإصلاح، يقي كاييتان معارضًا ثابتًا، إذ ألّف العديد من الأعمال الموجهة ضد مارتن لوثر، واكتسب دورًا هامًا في تشكيل سياسة ممثلي الباباوات في ألمانيا. تلقّى تعليمه على الرغم من أنه كان في المدرسة السكولاستية، وقد أدرك أنه من أجل محاربة الإصلاحيين، فإنه سيحتاج إلى معرفة متعمقة بالكتاب المقدس أكثر مما كان يمتلك مُسبقًا. من أجل هذه الدراسة، كرَّس نفسه بحماس عالِ، وكتب تعليقات على الجزء الأكبر من العهدين القديم والجديد، وفي تقديمه لنصه ذاك، والذي تعامل معه بشكل حاسم، سمح لنفسه بأخذ خطوات واسعة في الابتعاد عن التفسيرات الحرفية والتقليدية.

ذُكر كاييتان بنص يمكن أن يجده البعض مثيرًا للجدل:
الآن، ما يمكن أن يفعله الحاكم في مكتبه، حتى يمكن تحقيق العدالة على غرار تحقيق الثروات، هو أن يأخذ من شخص لا يرغب في الاستغناء عما هو زائد عن حياته أو عن الدولة، وتوزيعه على الفقراء... كما قال باسيل، فإن ذلك يُعتبر من حقّ الفقراء.
على عكس غالبية الكرادلة الإيطاليين في عصره، كان دي فيو رجلًا شديد التقوى والحماس. ومن وجهة نظر الدومينيكيين عن أهمية الضرورة العليا للحفاظ على الانضباط الكَنسي، دافع كاييتان عن حقوق البابوية وصرّح بأن البابا يجب أن يكون «مرآة الله على الأرض».

## التقييمات الحديثة
في منتصف القرن العشرين، قُّيمت أفكار كاييتان بشكل سلبي من قِبل بعض المُعلقين الكاثوليك الذين قاموا، كرد فعل ضد فكر ثومست المحافظ الجديد، بوصف كاييتان كأول شخص يقوم بكتابة تفسير خاطئ حول فكر توما الأكويني - التفسيرات التي، في رواياتهم (المختلفة)، تُعتبر مُتخلّفة في القرن العشرين.
بالنسبة لإيتينن غيلسون، الذي كان يرد على الحجج التي مفادها بأن «الفلسفة» و «المسيحية» تُعتبر من التخصصات الغير متوافقة، وُجدت في اليهودية الهلنستية والفكر الأبوي وفي فترة العصور الوسطى كطريقة للتفكير، مدفوعة بالسعي اليوناني القديم حول سبب الوجود، والذي يمكن أن يسمى «الفلسفة المسيحية». من وجهة نظر غيلسون، كان يعتقد بأن أفكار كاييتان قد كسرت هذا الرابط، بكون كاييتان مُتأثرًا بتعاليم السكوطية، قد قلّل من ميتافيزيقيا الفعل الوجودي الخاصة بتوما الإكويني إلى علم وجود جوهرية. لذلك، مثَّل كاييتان وخلفاؤه، بحسب رواية غيلسون، توما باعتباره يركز على أشكال وجوهر الكائنات فقط، وليس على وجودية كل الأشياء كمشاركة في الواقع الصرف الذي هو الله. وفقًا لذلك، بالنسبة إلى غيلسون، فإن «الفلسفة» و «المسيحية» لا تتعارضان إلا في حال فهم الفكر المسيحي بحسب تقاليد ما بعد كاييتان - وهو تقليد أسوأ من التقليد القديم والأكثر تميزًا للفكر المسيحي.
بالنسبة لهنري دي لوباك، الذي كان يحاول في كتابه «سورناتوريل» (عام 1946)، تقديم سرد تاريخي لما رآه حول نشوء قراءة خاطئة عن العلاقة بين ما هو طبيعي وما هو خارق حول توما الإكويني، كان كاييتان من جعل للتفسير الخاطئ أثرًا على جميع التفسيرات اللاحقة لتوما الإكويني. جادل دي لوباك بأن كاييتان كان يفترض أن توما كان أحد أتباع أرسطو، إذ أنه يعمل على تعريف الطبيعة بحسب كتاب «الفيزياء» لأرسطو، والذي حوّل الطبيعة البشرية فعليًا إلى حقيقة مغلقة أساسًا في حد ذاتها، إلى جانب قوتها الجوهرية ورغباتها وأهدافها. جادل دي لوباك بأن هذه الخطوة قد قادت الفكر الكاثوليكي اللاحق إلى وضع قراءات خاطئة لرواية توما الإكويني عن العلاقة بين الطبيعة والنعمة.
ومع ذلك، تحدّى رالف ماكينيرني وغيره من العلماء التقييم السلبي لعمل كاييتان الذي قام به لوباك وغيلسون. يكتب ماكينيرني أن الانتقادات حول كاييتان ليست مُدعمة في الواقع بأدلة من أعماله، وعلاوة على ذلك، لم تُعتبر تعليقات كاييتان حول توما الإكويني خروجًا عن معتقدات ماكينيرني بل كان غيلسون هو من فعل ذلك.

## أعماله
- أوبرا أومنيا (5 مجلدات، في عام 1639).
- أوبسكولا أومنيا (عام 1530).
- سامولا كيتاني (باللغة اللاتينية). باريس: كلاود شيفالون، عام 1530.
- كومنتري أون ساينت توماس سوما ثيولوجي (تعليق على خلاصة علم اللاهوت للقديس توما) (عام 1540).
- دي ديفينا إنستيتوسيون بونتيفيكاتوس روماني بونتيفيكس (عام 1521).
- إن بروفيري إزاغوجين (عام 1934).
- دي كومباراسيون بابي آند أبولوجي (عام 1936).
- دي أنيما (عام 1938).
- سكريبتا فيلوسوفيكا (6مجلدات، عُدّلت من قِبَل بي. زاميت، وإم. إتش. لورينت وجي. كوكيل، في عام 1934 – 1939).

## روابط خارجية
- توماس كاييتان على موقع الموسوعة البريطانية (الإنجليزية)